# Massimo Brunelli
Massimo Brunelli (ur. 27 lipca 1961 w Mediolanie) – włoski kolarz torowy i szosowy, złoty medalista torowych mistrzostw świata.

## Kariera
Największy sukces w karierze Massimo Brunelli osiągnął w 1985 roku, kiedy wspólnie z Roberto Amadio, Gianpaolo Grisandim i Silvio Martinello wywalczył złoty medal w drużynowym wyścigu na dochodzenie. Na rozgrywanych rok wcześniej igrzyskach olimpijskich w Los Angeles w tej samej konkurencji Włosi zajęli czwartą pozycję, przegrywając walkę o brązowy medal z reprezentantami RFN. Brunelli startował także w wyścigach szosowych, jednak bez większych sukcesów. Ponadto pięciokrotnie zdobywał złoty medal na torowych mistrzostwach Włoch: w 1987 roku był najlepszy w wyścigu punktowym a w latach 1983-1987 zwyciężał w drużynowym wyścigu na dochodzenie.